# Ultraman Tiga
Ultraman Tiga (ウルトラマンティガ Urutoraman Tiga?) es una serie japonesa de tokusatsu y es la duodécima temporada de las Ultraseries. Producida por Tsuburaya Productions, Ultraman Tiga se emitió entre el 7 de septiembre de 1996 y el 30 de agosto de 1997, con un total de 52 episodios con 5 películas (3 crossovers, 2 son secuelas directas de la serie). 
Fue transmitida después de un hiatus de franquicia de más de 15 años, ambientado en un universo diferente de todas las series anteriores y actualizado con una nueva apariencia. Tiga es el primer Ultraman con múltiples modos de combate y colores no rojos. Es una de las entradas más populares de la serie Ultra. Debido a la popularidad de Tiga, tuvo más exposición en televisión y películas que cualquier otro Ultraman Heisei.

## Argumento
Ambientada en un universo alternativo en el año 2000-2007, comienzan a aparecer monstruos gigantes y La Raza de Dioses del Mal conquistadores, como lo predijo una profecía del Mal sobre un caos incontrolable sobre La Tierra. Frente a la amenaza, se crea el TPC (Terrestrial Peaceable Consortium) junto con su rama, GUTS (Global Unlimited Task Squad). A través de un mensaje holográfico en una cápsula encontrada por los investigadores, el GUTS obtiene conocimiento sobre una pirámide dorada construida por una Antigua Civilización. En el sitio, se descubrieron tres estatuas de una raza de gigantes que defendieron la civilización humana temprana en la Tierra hace unos 30,000,000 de años. GUTS encuentra las tres estatuas de una Raza de gigantes pero dos de ellas son destruidas por los monstruos Golza y Melba. El tercero Cobra vida con la luz Interior del oficial Daigo, descendiente de la raza antigua. Daigo y la estatua restante se fusionan en un solo ser, hecho de luz, Tiga. 

## Personajes
| Personaje                  | Actor Original (Japón)           | Actor de voz (Hispanoamérica) |
| -------------------------- | -------------------------------- | ----------------------------- |
| Daigo Madoka/Ultraman Tiga | Hiroshi Nagano Yūji Machi (voze) | René García                   |
| Capitán Megumi Iruma       | Mio Takagi                       | Mónica Manjarrez              |
| Masami Horii               | Yukio Masuda                     | Jorge Roig Jr.                |
| Seiichi Munakata           | Akitoshi Ohtaki                  |                               |
| Jun Yazumi                 | Yoichi Furuya                    | Irwin Daayán                  |
| Mayumi Shinjoh             | Kei Ishibashi                    | Jorge H. Palafox              |
| Naban Yao                  | Ichirō Ogura                     |                               |
| Shin Hayate                | Masaki Kyomoto                   |                               |